# William C. Dement
William Charles Dement (ur. 29 lipca 1928 w Wenatchee, zm. 17 czerwca 2020) – amerykański fizjolog i psychiatra, specjalista w badaniach nad snem. Zajmował się zwłaszcza zagadnieniami bezsenności, diagnozowania oraz leczenia zaburzeń snu. Założyciel Centrum Badań nad Snem przy Uniwersytecie Stanforda, pierwszego na świecie laboratorium-kliniki snu.